# Grosser Preis des Kantons Aargau 1970
Il Grosser Preis des Kantons Aargau 1970, settima edizione della corsa, si svolse il 2 agosto su un percorso di 220 km, con partenza e arrivo a Gippingen. Fu vinto dal belga Eric De Vlaeminck della Flandria-Mars davanti ai suoi connazionali Frans Kerremans e Maurice Dury.

## Ordine d'arrivo (Top 10)
| Pos. | Corridore         | Squadra              | Tempo    |
| ---- | ----------------- | -------------------- | -------- |
| 1    | Eric De Vlaeminck | Flandria-Mars        | 5h12'07" |
| 2    | Frans Kerremans   | Hertekamp-Magniflex  | s.t.     |
| 3    | Maurice Dury      | Hertekamp-Magniflex  | s.t.     |
| 4    | René Grelin       | Frimatic-de Gribaldy | s.t.     |
| 5    | Jürgen Tschan     | Peugeot-BP-Michelin  | s.t.     |
| 6    | Aldo Moser        | GBC                  | s.t.     |
| 7    | Dieter Puschel    | GBC                  | s.t.     |
| 8    | Arie den Hartog   | Caballero-Laurens    | s.t.     |
| 9    | Ernie De Blaere   | Hertekamp-Magniflex  | s.t.     |
| 10   | Daan Holst        | Caballero-Laurens    | s.t.     |